# جورج شو
جورج شو (بالإنجليزية: George Shaw) (10 ديسمبر 1751 – 22 يوليو 1813)، كان عالم نبات وحيوانات إنگليزي.

## سيرته
وُلد شو في قرية بيرتون، الواقعة بمقاطعة باكينگهامشير، وتلقّى علمه في القاعة المجدلية بكليّة هيرتفورد بأكسفورد، وحصل على درجة أستاذ أي ماجستير في الفنون سنة 1772، واتخذ من الممارسة الطبيّة مهنةً له. عام 1786 حصل على منصب مدرّس مساعد في علم النبات بجامعة أكسفورد، وكان من المؤسسين للجمعية اللينيانية سنة 1788، كما أصبح عضوًا في الجمعية الملكية سنة 1789.
عام 1791، أصبح شو مُساعدًا لأمين قسم التاريخ الطبيعي في المتحف البريطاني، ثم حصل على منصب الأمين في سنة 1806 خلفًا لإدوارد ويتاكر گراي. وخلال فترة تولّيه المنصب اكتشف أن مُعظم ما تبرّع به السير هانز سلون إلى المتحف أصبح بحالةٍ يُرثى لها، فأرسل المعدّات الطبيّة والتشريحيّة إلى متحف كليّة الجرّاحين الملكية، أما الحيوانات المُحنطة من ثدييات وطيور وزواحف وأسماك وغيرها، فكان كثيرٌ منها مُهترئ ولا يصلح للعرض، فأمر بحرقها وإتلافها. خلف تشارلز كونيغ، مُساعد شو، الأخير بعد وفاته.

## أعماله
نشر شو أحد أوّل المؤلفات الواصفة عدّة أنواع من الحيوانات الأسترالية المألوفة باللغة الإنگليزية مُرفقة بأسمائها العلمية سنة 1794، وقد حمل هذا المؤلف عنوان «حيوانات هولندا الجديدة» (بالإنگليزية: Zoology of New Holland). وكان من ضمن العلماء الأوائل اللذين فحصوا خلد ماء، ونشروا وصفه العلمي لأوّل مرة في مؤلف «منوعات علماء الطبيعة» (بالإنگليزية: The Naturalist's Miscellany) سنة 1799. وفي مجال علم الزواحف والبرمائيات، قام بوصف الكثير من أنواع البرمائيات والزواحف. من منشوراته الأخرى:
- عينات متحفية (بالإنگليزية: Museum Leverianum)، وفيه يتناول بالحديث بضعة عينات مُختارة وهبها السير آشتون ليڤر للمتحف ثم نُقلت لتُعرض في مبنى بلكفريرس روتوندا.
- علم الحيوان العام، أو التاريخ الطبيعي المنتظم (بالإنگليزية: General Zoology, or Systematic Natural History)، وهو مؤلّف مكوّن من 16 مُجلدًا (1809–1826)، وقد أكمل عالم الحشرات جيمس فرانسيس ستيفنز كتابة المُجلدات من التاسع إلى السادس عشر، بعد وفاة شو.
- منوعات علماء الطبيعة، أو الأشكال الملونة للأجسام الطبيعية، مرسومة وموصوفة مباشرةً من الطبيعة (بالإنگليزية: The Naturalist's Miscellany: Or, Coloured Figures Of Natural Objects; Drawn and Described Immediately From Nature)، بالتعاون مع الرسّام والنحّات فريدريك پوليدور نودّر.

يُضاف الاختصار G.Shaw إلى الوصف العلمي لجميع أنواع الحيوانات التي قام هذا الرجل بوصفها.